# Chula Vista (Baja California)
Chula Vista, también denominada Ejido Licenciado Luis Echeverría Álvarez, es una localidad del estado mexicano de Baja California. Es parte del municipio de San Quintín.

## Demografía
| Gráfica de evolución demográfica |
|                                  |

| Censo | Población |
| ----- | --------- |
| 1990  | 1 076     |
| 2000  | 1 280     |
| 2010  | 1 442     |
| 2020  | 1 768     |